# Diamant (odrůda jablek)
Diamant (Malus domestica 'Diamant') je ovocný strom, kultivar druhu jabloň domácí z čeledi růžovitých. Plody jsou řazeny mezi odrůdy zimních jablek, sklízí se v září, dozrává v listopadu, skladovatelné jsou do ledna. Odrůda je považována za středně odolnou proti houbovým chorobám. Preferuje vlhké propustné půdy a je určena pro všechny pěstební oblasti v ČR.

## Historie

### Původ
Byla vyšlechtěna v ČR. Odrůda vznikla zkřížením křížence TRS-13-T-137 a odrůdy 'Šampion'. Odrůdu zaregistrovala firma Sempra Praha v roce 2004.

## Vlastnosti

### Růst
Růst odrůdy je středně bujný později slabší. Koruna je rozložitá až převislá. Řez je vhodný. Plodonosný obrost je na krátkých rozvětvených výhonech, probírka plůdků je nezbytná pro omezení střídavé plodnosti.

## Plodnost
Plodí záhy, mnoho, ale bez probírky plůdků nepravidelně.

## Plod
Plod je kulovitý až kuželovitý, střední. Slupka suchá bez ojínění, zelenožluté zbarvení je překryté červenou barvou. Dužnina je bílá, se sladce navinulou chutí.

## Choroby a škůdci
Odrůda je středně odolná proti strupovitostí jabloní a středně odolná k padlí.

## Použití
Je vhodná ke skladování a přímému konzumu. Odrůdu lze použít do všech poloh. Je doporučováno pěstování odrůdy na středně rostoucích podnožích.